# Historia de la selección de fútbol de Venezuela
El fútbol como tal se inició en el siglo XIX, en el Reino Unido, para después extenderse por Europa y el resto del planeta. La Federación Internacional de Fútbol Asociación (FIFA) fue creada en 1904 con apenas siete países miembros.Los países cofundadores de la FIFA fueron Bélgica, Dinamarca, España, Francia, Países Bajos, Suecia y Suiza. Luego, en 1916, se creó la Confederación Sudamericana de Fútbol, que a su vez organizó el primer torneo a nivel internacional: el Campeonato Sudamericano, que se llevó a cabo en Argentina en 1916 únicamente con la participación de 4 países (Argentina, Brasil, Chile y Uruguay). Cuando el fútbol aún no era un deporte internacionalmente conocido, ya algunos países estaban sembrando las bases de lo que hoy son.
Venezuela dio los primeros pasos de manera amateur (no organizada ni profesional) apenas en 1920. Para ese entonces, el fútbol era visto por el venezolano como un deporte de extranjeros que venían al país a practicarlo, y de allí que la "Liga de Venezuela" no era más que una liga de jugadores de otros países (muchos de ellos, europeos).

## Historia

### Primer partido y debut oficial

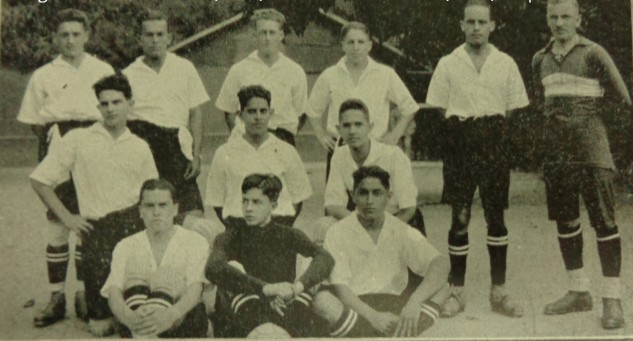
Primer equipo de Venezuela, 1926.

En 1925 se crea la Federación Nacional de Fútbol para desarrollar esta disciplina de manera más organizada y consecuente, Para entonces, ya se habían jugado 10 ediciones de la Copa América. Tomando como centro la ciudad de Caracas. De ese año se tiene registro de lo que puede considerarse el primer partido no oficial de una selección venezolana. Dicho encuentro se realizó el 21 de julio de 1926 ante el Deportivo Santander, un club de Colombia, que se saldó con victoria local.
| 21 de julio de 1926 | Venezuela                                                                    | 6:1 | Deportivo Santander | Hipódromo de El Paraíso, Caracas                              |                                                               |
|                     | Santiago Pérez Julio Bustamante Leopoldo Márquez Carlos Bermúdez Carlos Maal |     | Sin datos           | Asistencia: cerca de 5.000 espectadores Árbitro(s): Sin datos | Asistencia: cerca de 5.000 espectadores Árbitro(s): Sin datos |

Se disputaría además un partido adicional contra el mismo rival tres días más tarde, con dos trofeos en disputa: uno otorgado por la Federación y otro por un ministro de Colombia. El resultado fue una victoria venezolana 4:1.

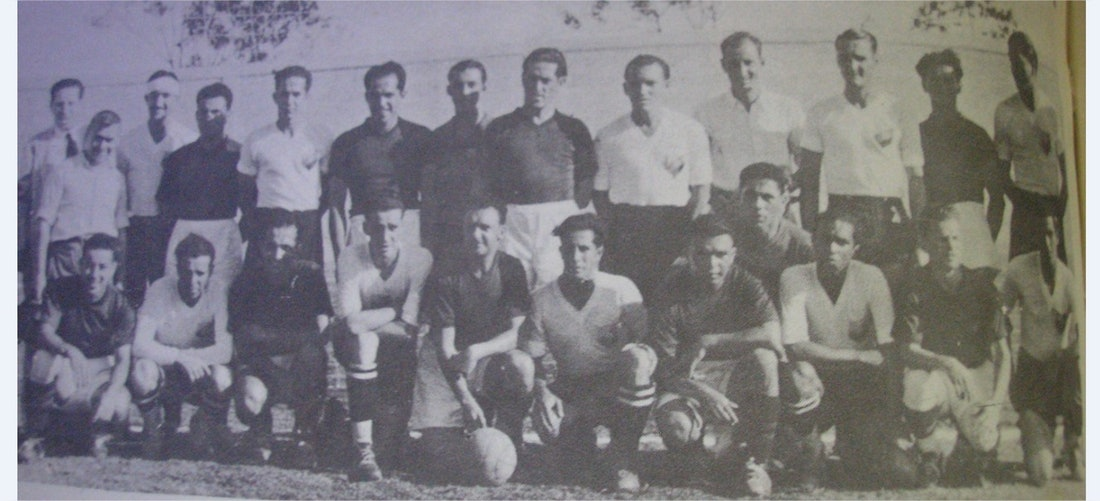
El primer equipo de Venezuela antes de su debut con el 12 de febrero de 1938.

El 5 de octubre de 1937 se produjo la afiliación de la Liga Venezolana de Fútbol (LVF) a la FIFA gracias a las gestiones del presidente de la LVF, Julio Bustamante, y de los delegados Franco Russo y Johan van Kesteren. La Federación Costarricense de Fútbol sirvió como padrino para la afiliación de Venezuela. Los documentos que recibió la FIFA fueron enviados a través del sistema cablegráfico y siempre en condición de urgencia. Sin embargo, la selección de Venezuela fue fundada a finales de los años 1930, aunque no de manera profesional. La selección de fútbol de Venezuela disputó su primer encuentro internacional el 12 de febrero de 1938 durante los IV Juegos Centroamericanos y del Caribe, ante la selección panameña. El encuentro, disputado en la ciudad de Panamá, finalizó 3:1 a favor del conjunto local.
| 12 de febrero de 1938 | Panamá            | 2:1 | Venezuela | Estadio Olímpico, Ciudad de Panamá                      |                                                         |
|                       | Anderson 65', 85' |     | Ríos 90'  | Asistencia: 2 300 espectadores Árbitro(s): Luis Mirabal | Asistencia: 2 300 espectadores Árbitro(s): Luis Mirabal |

Luego de muchos problemas institucionales, se estableció la Federación Venezolana de Fútbol en 1951. Para entonces, ya se habían disputado 21 ediciones de la Copa América y 4 Copas Mundiales, sin que Venezuela hubiese aún participado en alguna. Sin embargo, la FVF mantuvo cierta continuidad e ingresó formalmente a la FIFA en 1952 y a la Confederación Sudamericana de Fútbol en 1953. Sería a finales de los años 1960 cuando Venezuela comenzase su profesionalización y a participar por primera vez en las distintas competiciones observadas por las federaciones antes mencionadas, como las eliminatorias para la Copa Mundial de Fútbol de 1966 y el Campeonato Sudamericano 1967.

### Primeros pasos y desafiliación (1966-1974)
La selección venezolana debutó en una eliminatoria en 1965, conformando el Grupo 1 junto a Perú y Uruguay. Su primer partido fue el 16 de mayo frente al seleccionado inca en el Estadio Nacional de Lima, saldado 1:0 a favor de los locales. El 30 de mayo de ese año, Argenis Tortolero pasó a la historia como el primer jugador venezolano en anotar un gol en un premundial, en la derrota 1:3 ante Uruguay. Para esas eliminatorias la selección perdió los cuatro partidos disputados, marcando 4 goles y recibiendo 15, terminando así su participación.
Un año después, Venezuela debutó en la Copa América, en la edición de 1967 desarrollada en Uruguay. Jugó su primer partido en el certamen el 18 de enero contra Chile. En vista de que Chile era local y los uniformes eran parecidos, la selección tuvo que jugar el partido con los uniformes amarillo y negro del club uruguayo Peñarol que encontraron en los depósitos del Estadio Centenario de Montevideo. Durante este torneo solo participaron seis selecciones, donde Venezuela después de tres derrotas consecutivas, consiguió el quinto puesto gracias a la victoria el 28 de enero contra Bolivia, por 3:0.
Venezuela participaría por primera vez en el torneo pre-olímpico de fútbol, en vista de los Juegos Olímpicos Ciudad de México de 1968. Las preliminares se jugaron en Colombia, aunque la experiencia de este torneo fue difícil de olvidar. En un grupo compuesto por Brasil, Paraguay y Chile, la selección venezolana consiguió tres derrotas al hilo.
La segunda eliminatoria que afrontaba Venezuela era la de México 1970. En el grupo dos con las selecciones de Colombia, Paraguay y Brasil, este último sería el campeón del mundo. Venezuela jugó seis partidos entre el 27 de julio y el 24 de agosto de 1969, de los cuales perdió cinco y empataría uno (1:1) el 2 de agosto de 1969, jugando como local en Caracas contra la Selección de fútbol de Colombia, obteniendo su primer punto en una eliminatoria, la cual sería rumbo al Mundial México 1970.
En 1972, Venezuela, al igual que el resto de los integrantes de la Conmebol, es invitada a participar en la Copa Independencia de Brasil, llamada "La minicopa de los brasileños", con motivo a la conmemoración de los 150 años de la Independencia de Brasil. Este sería el primer torneo amistoso de élite que jugaría la selección; sin embargo, su actuación fue duramente criticada por la prensa. En su primer partido la selección caería 4:1 contra Paraguay, los referentes de este compromiso en el Estadio Universitário Pedro Pedrossian de Campo Grande. Los guaraníes arrollaron con Giménez al 2', Escobar al 11' y Maldonado a los 13' y 37'. En el calor del estadio Belfort Duarte de Curitiba, Yugoslavia, que fue el último equipo en llegar a Brasil, conseguiría su mayor goleada en la historia al derrotar 10:0 a Venezuela. Asimismo, la selección vinotinto también consiguió su peor derrota en la historia para ese entonces. En su tercer partido, Perú consiguió una victoria 1:0. En la única grieta que presentó el equipo venezolano, se le fue el juego de las manos. Ramírez al 65' fue el único peruano capaz de penetrar en la arisca defensa criolla. En la ciudad de Manaus fue la despedida. El boliviano Rimazza a los 4' disparó desde 40 metros encontrando al guardameta Fassano desubicado, pero Iriarte a los 15' cabeceó luego de un fallo del arquero Frey, para poner el 1:1. Luis Mendoza al 49' entró con balón dominado desde el mediocampo, burló a dos zagueros y batió por bajo el arco boliviano. Sin embargo, Blacutt a los 57' disparó desde 50 metros para el empate 2:2. La selección culminaría su participación con un punto en cuatro partidos, un empate, tres derrotas, tres goles a favor y diecisiete en contra.
René Hemer, presidente de la Federación Venezolana de Fútbol; y Asdrúbal Olivares, quien dirigía los destinos de la Liga de Fútbol Profesional en Venezuela, tuvieron un enfrentamiento que no dejó de observar la FIFA. Una serie de inconvenientes y discusiones entre la liga y la federación, debido a irregularidades en el fútbol venezolano, trascendió al plano internacional. La situación de Venezuela en el plano futbolístico preocupaba en principio a la Conmebol. La selección venezolana integraría en teoría el grupo eliminatorio número tres junto con Perú y Chile, pero al persistir los problemas entre los entes rectores del fútbol en el país, la FIFA tomó la determinación de separar a Venezuela de la contienda eliminatoria para el mundial a celebrarse en Alemania en el año 1974.

### El regreso y los Juegos Olímpicos de Moscú (1975 - 1980)
Para las eliminatorias al Mundial de Alemania 1974, Venezuela se había retirado de toda competición por una serie de inconvenientes internos entre Liga de Fútbol y la federación, por lo cual se produjo una desafiliación temporal de la FIFA. Sin embargo disputó la siguiente edición de la Copa América (disputada sin lugar fijo en 1975, y donde conseguiría su peor derrota al caer 11:0 ante Argentina), donde es eliminada en la primera vuelta, golpeada considerablemente por Argentina y Brasil.

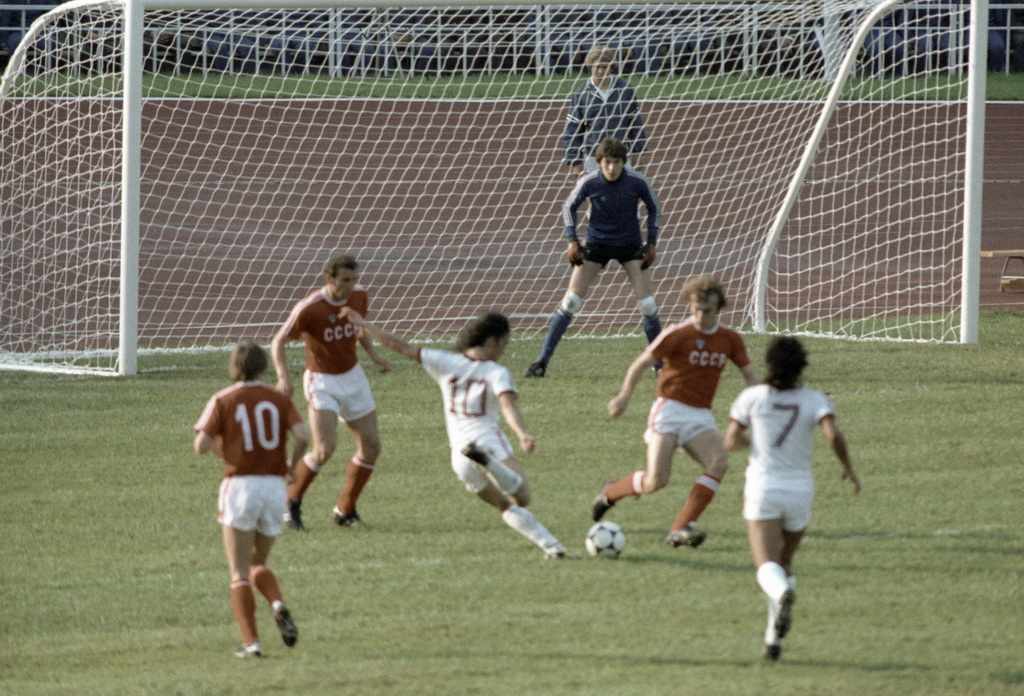
La selección olímpica de Venezuela (blanco) en un partido ante su similar de la (rojo) durante los XXII Juegos Olímpicos de Moscú de 1980.

El regreso se da en 1977, donde la selección participaría en las Eliminatorias al Mundial de Argentina 1978. Consiguiendo solo un punto, como resultado al empate conseguido contra Selección de fútbol de Uruguay.
En la edición de la Copa América 1979 vuelve a quedar eliminada en la primera ronda compartiendo el grupo con Chile y Colombia, consiguiendo dos empates y dos derrotas. A partir de ese momento, Venezuela siguió cosechando resultados negativos en la Copa América.
En el pre-olímpico de Moscú 1980, participó en un grupo formado por Argentina, Bolivia, Brasil, Colombia, Chile y Perú, Venezuela consigue 2 victorias (contra Colombia y Bolivia) y un empate (contra Chile), obteniendo así el cuarto lugar y el único pase hasta el momento a unos Juegos Olímpicos, con 5 puntos en la clasificación, destacando que en las eliminatorias sudamericanas solo avanzan 2 países. De manera inesperada, Argentina (ganador del pre-olímpico), se une al boicot convocado por 65 naciones en protesta contra la Unión Soviética por la invasión a Afganistán que comenzó a finales de 1979. En lugar de Argentina, Venezuela parte a Moscú, quedando en el grupo A, con las selecciones de la Unión Soviética, Cuba y Zambia, consiguiendo solo una victoria, ante los africanos.

### Primeras victorias en Eliminatorias y goleador de la Copa América 1993 (1980-1998)
En camino a España 1982, finalmente obtiene su primera victoria en eliminatorias, batiendo en Caracas a Bolivia por 1-0. Después de este resultado Venezuela perdió los siguientes 3 partidos programados, poniendo punto final en su camino hacia la Copa del Mundo.
Después de las eliminatorias a los mundiales de México 1986 e Italia 1990, Venezuela participaría en la Copa América 1993. Después de un mal debut (Ecuador 6-1 Venezuela), Venezuela se basó en un inspirado José Luis Dolgetta, consiguiendo resultados como el 2-2 contra Uruguay (después de estar por delante en el marcador 2 veces). Luego conseguirían un empate 3-3, esta vez contra Estados Unidos (luego de llegar a los minutos finales perdiendo 3-0). Esto dio a Venezuela el avance a la siguiente ronda del grupo de los tres mejores terceros. Pero en la siguiente ronda quedaron eliminados, esta vez solo por tener peor diferencia de goles que México. Además de eso, José Luis Dolgetta fue el goleador del torneo con 4 tantos, siendo además la primera vez que un jugador venezolano consigue dicha distinción.
Venezuela consigue su segunda victoria en eliminatorias el 12 de septiembre de 1993, durante las eliminatorias al Mundial Estados Unidos 1994, al derrotar por 2-1 a Ecuador, en Ciudad Guayana.
Venezuela de nuevo no tendría suerte en las eliminatorias al Mundial Francia 1998. La selección consiguió 3 empates y 13 derrotas. Sin embargo, lo curioso de estas eliminatorias fue el gol conseguido por el portero Rafael Dudamel el 9 de octubre en San Cristóbal contra Argentina.

### El avance (2001-presente)
Venezuela, con el entrenador argentino José Omar Pastoriza al frente, iniciaría las Eliminatorias al Mundial Corea-Japón 2002 con 3 derrotas consecutivas para luego obtener en su tercera histórica victoria en eliminatorias contra Bolivia 4-2 en San Cristóbal, pero los resultados históricos empezaron el 14 de agosto del 2001. Allí, la selección nacional, que era dirigida por Richard Páez, entrenador que asumió desde enero de ese año en sustitución de José Omar Pastoriza, durante la decimocuarta fecha de las Eliminatorias al Mundial Corea del Sur-Japón 2002, Venezuela derrotó por primera vez en su historia a Uruguay 2-0 en Maracaibo, con goles de Ruberth Morán y Alexander Rondón.
En la jornada siguiente, el 4 de septiembre, Venezuela derrotó 2-0 (con goles de Juan Arango y Ricardo David Páez) a Chile en Santiago, lo que significó la primera victoria como visitante en eliminatorias mundialistas en toda su historia —y también su primera victoria como visitante en partidos en general—. La siguiente víctima de los Lanceros de Páez sería Perú: el 6 de octubre caería en San Cristóbal 3-0 con dos goles de Wilfredo Alvarado y otro de Ruberth Morán.
En la penúltima fecha Venezuela derrotó en San Cristóbal a Paraguay 3-1 (Ruberth Morán, Daniel Noriega y Héctor González anotaron mientras que Francisco Arce había descontado para los visitantes). La exitosa racha la terminaría Brasil en la última jornada, ganando 3-0. Venezuela de la mano de Paéz, terminó en la novena posición con 16 puntos producto de cinco victorias y un empate, siendo la primera vez que no culminaba en el último lugar de las eliminatorias.
Caso contrario ocurrió en la Copa América 2004 en Perú, donde Venezuela volvería a ser eliminada en la primera ronda del torneo, consiguiendo un solo punto debido al empate contra Bolivia. La gran oportunidad sería en 2007 siendo local.
Durante las eliminatorias para Alemania 2006, Venezuela ya había conseguido su mejor posición en el Ranking FIFA consiguiendo el puesto 48.º en abril de 2004, además siguió cosechando históricos e importantes resultados.
El primero fue el 15 de noviembre del 2003 cuando con un gol de Juan Arango, Venezuela derrotó a Colombia por 1-0 en Barranquilla. tres días después en Maracaibo, Venezuela llegó al minuto 90 perdiendo, pero los goles de José Manuel Rey y Juan Arango le dieron una victoria agónica por 2-1 ante Bolivia. Con esa victoria, Venezuela se colocaba en un inédito quinto puesto, siendo la primera vez que se colocaba en posición de repechaje para el Mundial.
El punto más alto llegó el 31 de marzo del 2004. Venezuela dio la sorpresa mundial, cuando, con goles de Gabriel Urdaneta, Héctor González y Juan Arango, vencieron a Uruguay en Montevideo por 3-0, en lo que sería llamado el Centenariazo. Con esa victoria Venezuela se colocó en el cuarto puesto, sólo superada por Brasil, Argentina y Paraguay (este último por diferencia de goles), también se colocó con average de gol en 0 (en toda su historia siempre había sido negativo).
A partir de ahí La Vinotinto perdió aire, aunque consiguieron hechos importantes como el 0-0 ante Perú en Lima, por primera vez se le marcó dos goles a Brasil en un mismo juego (derrota 5-2 en Maracaibo), por segunda vez se le hizo gol a Argentina de visitante (derrota 3-2 en Buenos Aires) y victorias de locales ante Perú y Ecuador. Venezuela no pudo lograr el objetivo, al caer en la penúltima fecha por 0-1 contra Paraguay en Maracaibo, pero logró borrar la impresión que tenía a nivel internacional de equipo débil. Venezuela subió una posición con respecto a la eliminatoria anterior y finalizó octavo con 18 puntos por encima de Perú y Bolivia.

#### Copa América 2007

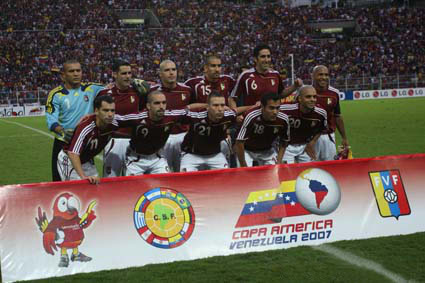
Jugadores de la selección venezolana antes de un enfrentamiento en la Copa América Venezuela 2007.

La Copa América 2007 se realizó en Venezuela, entre el 26 de junio y el 15 de julio de 2007, siendo la primera oportunidad que se desarrolló este evento en dicho país. A pesar de que el béisbol es el pasatiempo nacional, la preparación del evento fue realizada con entusiasmo con el fin de fomentar el desarrollo de este deporte. Por ejemplo, el gobierno venezolano invirtió cerca de 900 000 000 de dólares en el que fue el evento deportivo más importante celebrado en Venezuela desde los Juegos Panamericanos de 1983.
Venezuela empezó el torneo contra Bolivia donde los dirigidos por Richard Páez consiguieron un empate (2-2). Luego se medirían ante Perú que venía de derrotar a Uruguay por 3-0. El resultado fue 2-0 con goles de Alejandro Cichero y Daniel Arismendi, lo que significó la segunda victoria en Copa América, 40 años después de haber obtenido la primera ante Bolivia en la edición de Uruguay 1967. En el último partido Venezuela se enfrentó a Uruguay empatando sin goles. Por primera vez en la historia, Venezuela había clasificado a cuartos de final, y más aún siendo primera en el grupo con 5 puntos, siendo escoltados por Perú y Uruguay con 4.
En los cuartos de final fueron eliminados por Uruguay al ser goleados por 4-1, siendo la primera derrota en el torneo para Venezuela. A pesar de esto Venezuela logró mejorar su participación en la Copa América al haber llegado a Cuartos de Final y al haber quedado sexto en la tabla general, demostrando que la selección viene llevando a cabo grandes resultados en los últimos años. A pesar de esto, Venezuela no mejoró la participación de 1967 donde quedó quinta.

#### Eliminatorias 2010
En las Eliminatorias al Mundial de Sudáfrica 2010, Venezuela cosechó otro éxito al derrotar al Ecuador en Quito 0-1 con un gol desde más de 40 metros de José Manuel Rey.

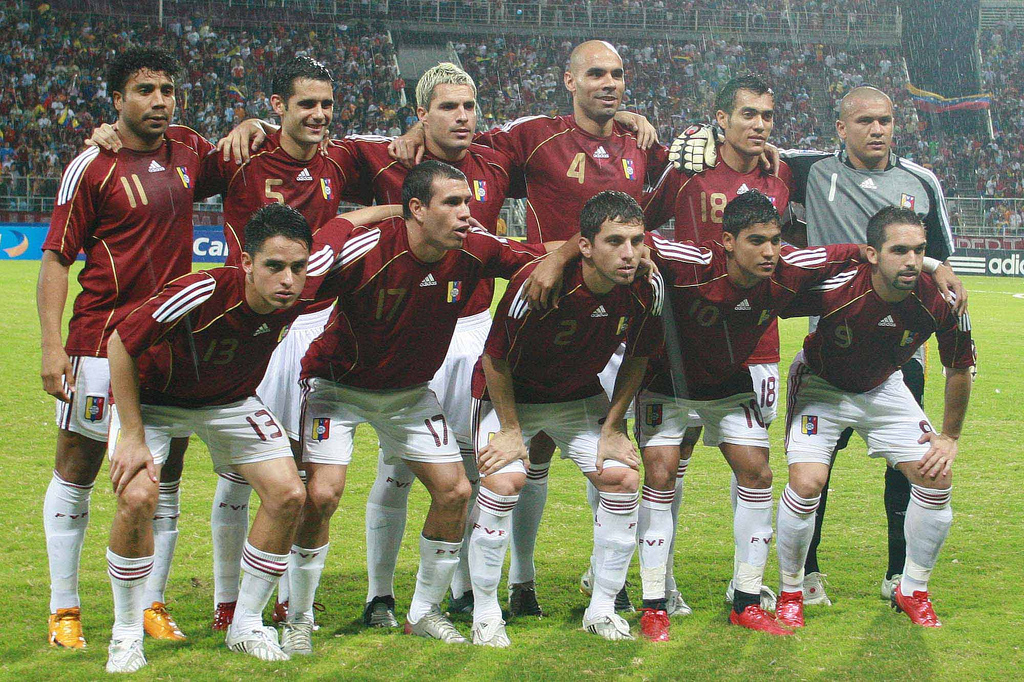
Selección venezolana previa a un partido de las eliminatorias al Mundial de Sudáfrica 2010.

A pocos días de haber derrotado a Bolivia 5-3, se corrió un rumor de que Richard Páez había renunciado debido a los incidentes en el partido. Esto provocó un enfrentamiento entre Richard Páez de un lado y la prensa y fanáticos por otro, situación que terminaría el 26 de noviembre con la renuncia oficial de Páez, alegando que se había creado una atmósfera inadecuada y que como él no iba a cambiar su estilo que tantos resultados positivos había dado, el prefería dar un paso al costado para no interrumpir con el sueño de toda una nación: Clasificar a la Copa Mundial de Fútbol Sudáfrica 2010.
César Farías comenzó la eliminatoria con buen pie, al empatar en Montevideo ante la selección de Uruguay (1-1). Luego sufrió una serie de derrotas contra Chile (2-3), Perú (1-0), Paraguay (2-0) y Brasil (0-4). Esta racha negativa terminó con una victoria sobre Ecuador, donde Giancarlo Maldonado se convertiría en el máximo goleador en la historia de la Selección (3-1). Luego serían goleados por Argentina (4-0) en Buenos Aires, pero vencieron a Colombia (2-0) en el CTE Cachamay para así ubicarse a 3 puntos del puesto de repechaje. Para el próximo partido ante Bolivia, la selección se preparó arduamente para afrontar el juego de visitante en La Paz, donde se mantuvieron en un proceso de adaptación a la altura por más de un mes, comenzando en la población de Bailadores a unos 1.600 m.s.n.m., luego en la ciudad de Mérida a unos 1.700 m.s.n.m. y por último en la localidad de San Rafael de Mucuchíes a más de 3.300 m.s.n.m. El resultado fue concreto, Venezuela ganaría (1-0) ante Bolivia, siendo la primera victoria del combinado venezolano en La Paz, además de significar la primera cosecha de puntos como visitante en dicha ciudad.
Para la próxima fecha Venezuela enfrentaría a Uruguay como local en Puerto Ordaz. La selección nunca había llegado a tener aspiraciones de clasificar al mundial más cercanas a esta, donde se colocaban solo a un punto del quinto puesto de repechaje. El partido contra Uruguay concluyó (2-2), dejando a Venezuela en el 8º lugar, estando de nuevo a tres puntos del repechaje. Luego jugaría contra Chile en el difícil Estadio Monumental donde consiguieron un importantísimo empate (2-2) y así colocarse a 2 puntos del repechaje La jornada concluiría con la victoria de Venezuela (3-1) sobre Perú en Puerto La Cruz, consiguiendo de manera histórica la máxima cantidad de puntos conseguidos en una Eliminatoria al Mundial, ubicándose en el 7.º lugar con 21 puntos, y a un solo punto del repechaje.
Las últimas fechas serían de total importancia, pero la selección cayo 1-2 contra Paraguay, haciendo que Venezuela necesitara un cruce de resultados nada favorables. El 14 de octubre del 2009 Venezuela consigue un resultado histórico, siendo la última fecha de las eliminatorias, se consigue no solo un empate contra Brasil, sino también la primera cosecha de puntos ante el pentacampeón mundial en una eliminatoria. Sin embargo, el empate no le sirvió de mucho, puesto que Venezuela con ese resultado quedó eliminada.
Venezuela acabó la eliminatoria con un total de 6 victorias, 4 empates, 8 derrotas, 23 goles a favor y 29 en contra y una diferencia de goles de -6, para promediar así un total de 22 puntos, que lo ubican 8.ª en la clasificación.

#### Copa América 2011

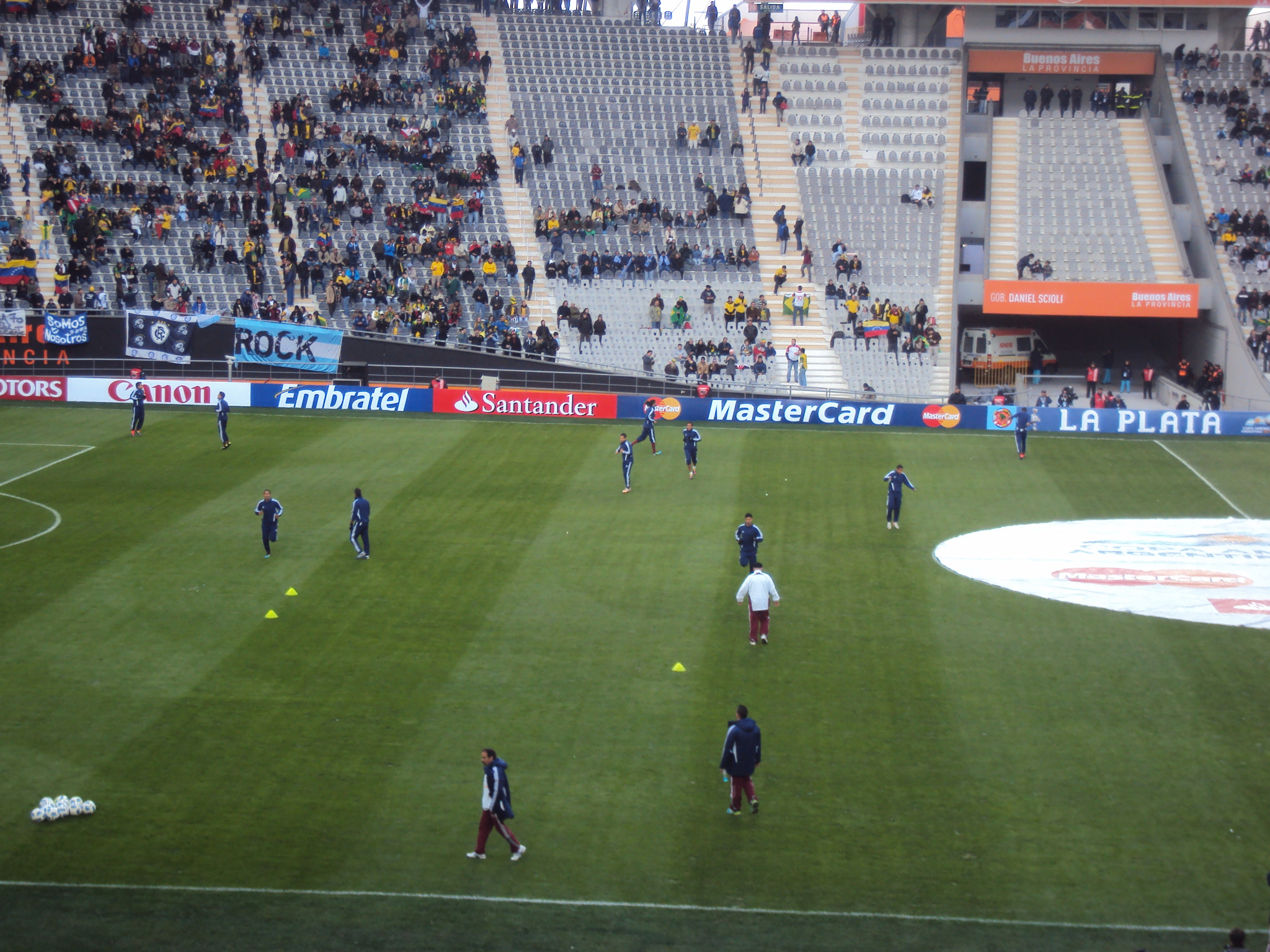
Jugadores de Venezuela realizando un calentamiento en el estadio Ciudad de La Plata previo a su enfrentamiento con.

Rompiendo todos los pronósticos en la Copa América 2011, la selección de Venezuela demostró que ya no era La cenicienta del continente. La Vinotinto que viajó a Argentina para disputar la Copa América 2011 hizo gala de lo que ya lo más atrevidos analistas del fútbol moderno habían advertido: era la mejor generación de futbolistas de Venezuela. Los resultados se dieron desde el primer instante en el que La Vinotinto salió al campo el 3 de julio en La Plata, Argentina. Un empate a cero contra Brasil.
Prosiguió el 1:0 que Venezuela le propinó a la selección de Ecuador. Con ese triunfo los dirigidos por César Farías tenía un boleto asegurado a los cuartos de final, sin embargo las etiquetas de "sorpresa" y "un golpe de suerte" trepaban sobre la selección desde todos los opinadores de oficio del continente. La consagración de Venezuela llegó con el partido que cerraba la primera ronda en la Copa América. El rival era Paraguay. Venezuela salió al campo con suplentes tales como Alexander González, con apenas 18 años de edad y Yohandry Orozco. Venezuela empató a tres goles con los guaraníes en un cierre de infarto. Dos goles en el descuento, en las botas de Nicolás Fedor y un remate de cabeza de Grenddy Perozo tras una asistencia de cabeza del portero Renny Vega en un tiro de esquina, cuando restaban segundos para el pitazo final, dieron a Venezuela un punto más que los ubicó en el segundo peldaño de su grupo, con 5 unidades, por detrás de Brasil (por diferencia de goles) y por delante de Paraguay y Ecuador.
En los cuartos de final, Venezuela enfrentó a Chile, el equipo que mejor sensación había dejado sobre el campo. Sin embargo, los venezolanos contra todo pronóstico basándose en un juego de mucho orden táctico, vencieron a los sureños 2:1. Con este triunfo histórico, Venezuela selló su mejor participación en su corta historia del balompié continental, al llegar a una semifinal de una Copa América. En la semifinal el rival de nuevo era Paraguay. A pesar de ser víctimas de la anulación de un gol y de contar con la mala fortuna de los postes, los venezolanos cayeron en la tanda de penales 5:3.
En el partido por el tercer puesto la selección mantuvo un planteamiento ofensivo pero cayó frente a Perú por 1:4, despidiéndose en el cuarto puesto del certamen. El encuentro dejó emociones encontradas tanto en los seleccionados como la afición,  sobre todo por los dos últimos goles de Perú cerca del final en los minutos 89' y 93', después de que la selección venezolana estuvo la última media hora del partido con 10 jugadores por la expulsión del capitán Tomás Rincón. Con todo, Venezuela alcanzó su mejor ubicación de las 15 participaciones que tuvo en la historia del torneo hasta esa fecha, recibió la medalla de cobre por su cuarta posición, y apareció por vez primera en la tabla de palmarés de la Copa América.

#### Eliminatorias 2014
En su primera salida La Vinotinto debutaría frente a Ecuador el 7 de octubre en el Estadio Atahualpa de Quito, partido que fue disputado por el equipo alternativo de Venezuela, partido que culminó 2:0 en contra. El 11 de octubre en el Estadio José Antonio Anzoátegui de Puerto La Cruz, Venezuela jugaría ante Argentina, que venía de ganarle 4:1 a Chile. Todos los pronósticos iban en contra de Venezuela, debido a qué nunca le habían ganado ni conseguido puntos ante la Albiceleste. Contra todo pronóstico, Venezuela venció a Argentina 1:0 con gol de Fernando Amorebieta en el minuto 61' tras un tiro de esquina ejecutado por Juan Arango.

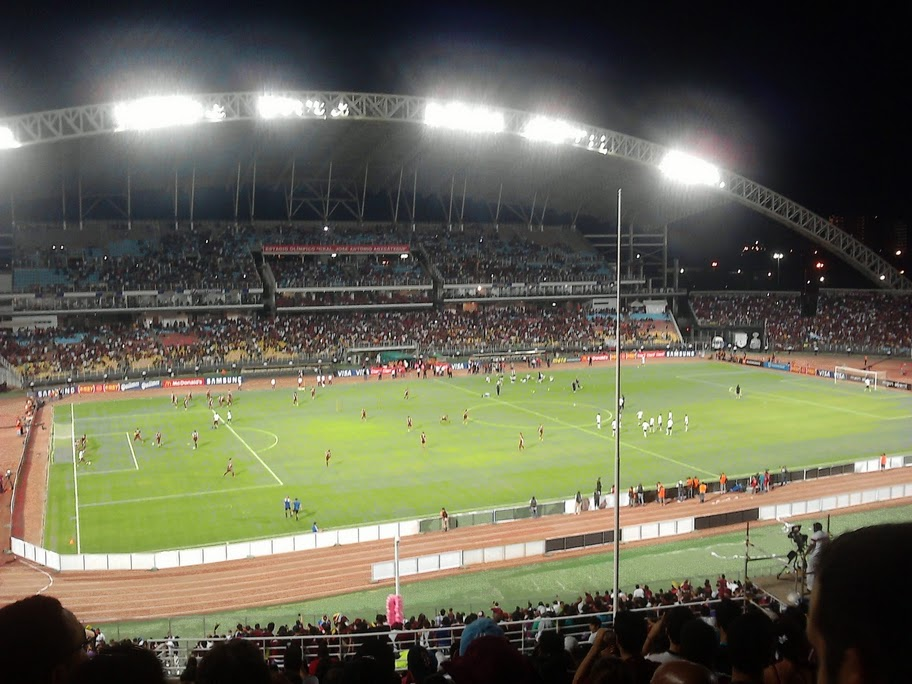
El estadio José Antonio Anzoátegui durante un partido de eliminatorias entre Venezuela y, el 11 de octubre de 2011.

En la tercera fecha de las eliminatorias Venezuela enfrentaría como visitante a Colombia en el Estadio Metropolitano Roberto Meléndez de la ciudad de Barranquilla. El gol para los locales sería de Freddy Guarín al minuto 11', mientras que el gol del empate llegaría en las botas del recién ingresado Frank Feltscher al minuto 79' tras un despiste del defensor colombiano Luis Amaranto Perea.
En la cuarta fecha de las eliminatorias Venezuela enfrentaría como local a Bolivia en el Polideportivo de Pueblo Nuevo de la ciudad de San Cristóbal. El fuerte aguacero que azotó durante todo el partido no impidió que los locales sentenciaran el encuentro con el gol de la victoria cuando el defensa central Oswaldo Vizcarrondo se elevó, con su especialidad, para cabecear un tiro de esquina ejecutado por Julio Álvarez y mandarla al fondo de la red al minuto 26'. El triunfo sirvió para que Venezuela alcanzara siete unidades en sólo cuatro fechas, logrando ese registro por primera vez en la historia de la selección. Con este resultado Venezuela se ubicaría en la cima de la clasificación junto a Uruguay y Argentina ambas con siete puntos, quedando Venezuela como tercera en la tabla por la diferencia de goles.
En la quinta fecha de las eliminatorias, a Venezuela se enfrentaría a Uruguay, en un partido que se disputaría como visitante en el Estadio Centenario de Montevideo. La Vinotinto se iría al entretiempo con un 1:0 a favor de Uruguay, con un gol de Diego Forlán. En el minuto 83', un centro en el área sería cabeceado por José Salomón Rondón para poner el empate definitivo de 1:1.

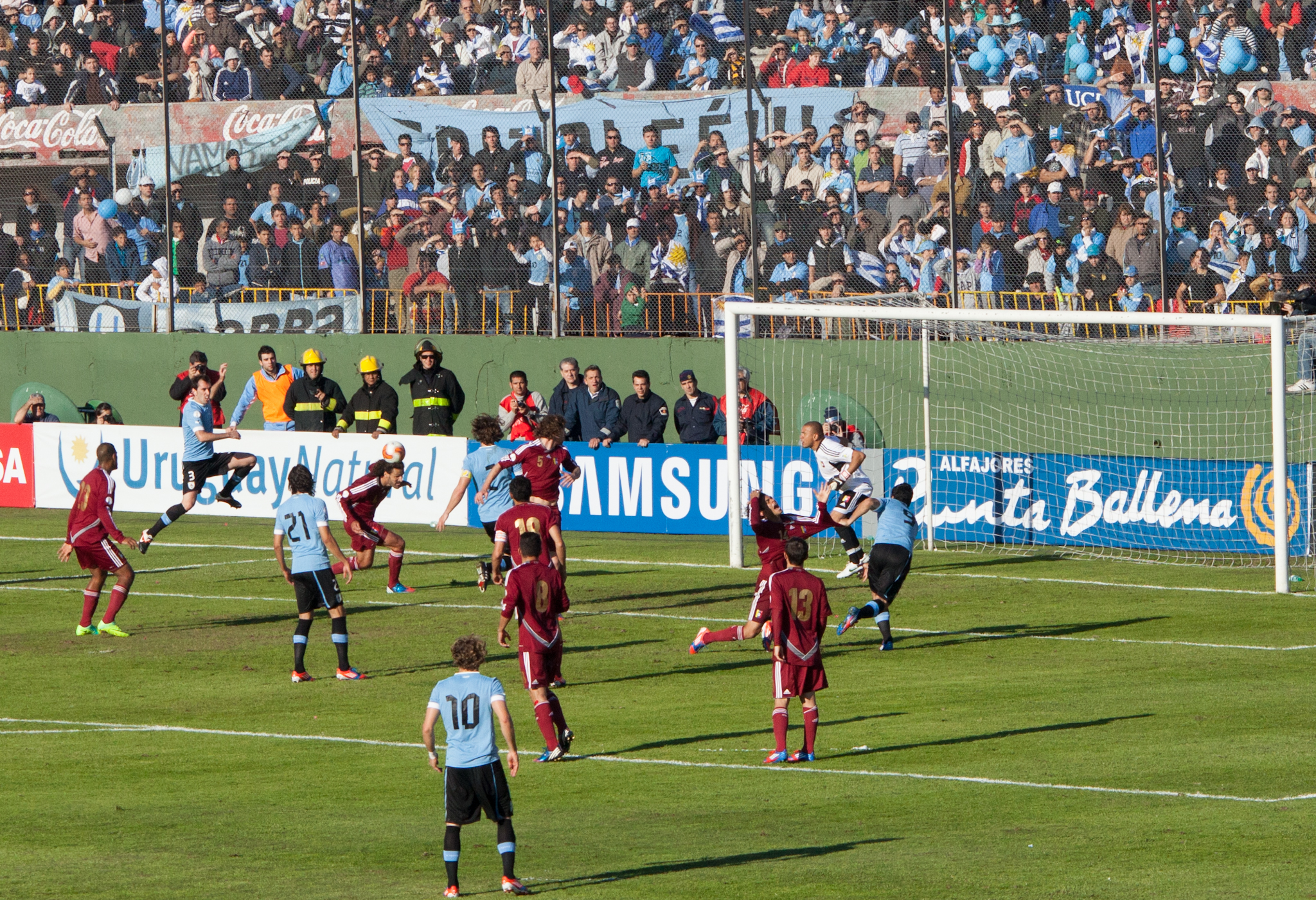
Venezuela ante su similar de en el estadio Centenario, el 2 de junio de 2012.

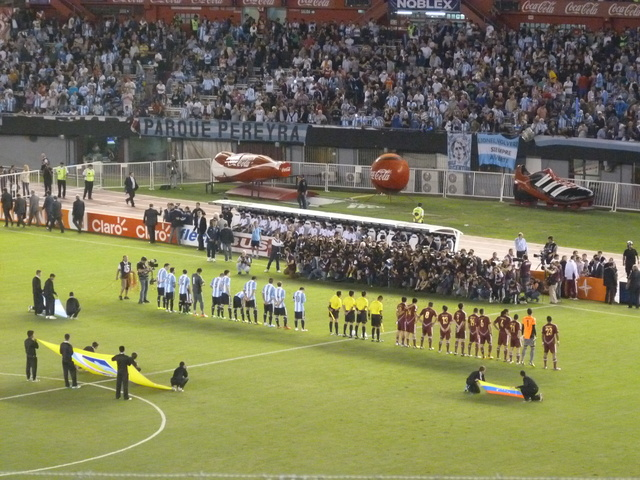
Venezuela visitando a el 23 de marzo de 2013.

En la sexta fecha la selección volvería a casa para enfrentarse a Chile en el estadio José Antonio Anzoátegui de la ciudad de Puerto La Cruz. En los minutos finales del partido, Matías Fernández recibió un balón dentro del área, se sacó la marca de los defensores y superó por bajo al portero Renny Vega para adelantar a Chile en el marcador. En el descuento los chilenos conseguirían ampliar la ventaja a los 91' con un tanto de Charles Aránguiz. La victoria le permitió a Chile sumar doce unidades para ubicarse en el primer lugar de la clasificación, mientras que Venezuela bajó al quinto puesto con ocho unidades.
En la séptima fecha la selección venezolana como visitante enfrentaría a Perú en el estadio Nacional del Perú. Venezuela tomaría ventaja en los últimos minutos del primer tiempo con un gol de tiro libre de Juan Arango, pero al comienzo del segundo tiempo un par de goles de Jefferson Farfán le darían la ventaja a la oncena peruana.
En la octava y última fecha para Venezuela en lo que va de la primera vuelta de la ronda de clasificación, la selección enfrentaría a Paraguay en el estadio Defensores del Chaco. A los 45' caería el primer gol de Venezuela de las botas de José Salomón Rondón, quien también marcaría el segundo tanto de la oncena venezolana a los 60', sentenciando así la victoria por primera vez en la historia de Venezuela como visitante en Paraguay, y totalizando 11 puntos en la primera vuelta del pre mundial, superando la mayor cantidad de puntos que se habían conseguido en una primera vuelta y ubicándose sexta en la tabla de clasificación.
Mientras se jugaba la novena jornada, Venezuela aprovechaba su descanso para concentrar en Maturín con 26 jugadores. Para la décima fecha, La Vinotinto le tocaba enfrentar a la Selección de fútbol de Ecuador en el Estadio Olímpico José Antonio Anzoátegui. La selección tricolor se encontraba entre los primeros clasificados, sin embargo, en condición de visitante solo había logrado 1 punto. Recién empezado el encuentro, Venezuela se adelanta en el marcador por medio de un disparo de larga distancia de Juan Arango en el minuto 5. En el minuto 23, la selección ecuatoriana consigue el empate cuando Segundo Castillo logra colocar el balón en la esquina inferior derecha del arco después del despeje en un tiro de esquina. Terminado el encuentro, Venezuela acaba en la cuarta posición gracias a las derrotas de sus contrincantes, Chile y Uruguay.
En la undécima fecha, Venezuela visitaba a la líder Argentina, condición en la que Venezuela jamás ha podido sumar, ni siquiera un punto como visitante en toda la historia. En el partido, Venezuela jamás fue a presionar a Argentina, la cual domino todo el partido para finalizar venciendo 3:0, con un doblete de Gonzalo Higuaín y un gol de Lionel Messi. En la siguiente fecha, Venezuela superó por 1:0 a Colombia con un gol de Salomón Rondón, y se mantuvo en el quinto lugar de la clasificación, tras aprovechar la derrota de Uruguay por 0:2 contra Chile.
El 7 de junio de 2013, Venezuela desaprovechó una buena oportunidad de ganar fuera de casa por segunda vez al conceder un empate 1:1 en las postrimerías del partido ante Bolivia en La Paz. Cuatro días más tarde, La Vinotinto perdió 0:1 ante Uruguay en el CTE Cachamay, un encuentro clave al tratarse de un rival directo por la 5° plaza que otorga una repesca ante el quinto de la zona asiática. La situación no mejoró en la decimoquinta fecha, al ser vapuleada por Chile en Santiago 3:0. Sin embargo Venezuela volvió a la senda del triunfo a costa de Perú al derrotarlo el 10 de septiembre en Puerto La Cruz 3:2, poniéndose a tres puntos del 5° lugar aunque con un solo partido por disputar a falta de dos fechas del final de las eliminatorias. El 11 de octubre de 2013 Venezuela puso punto final a su campaña eliminatoria al conceder un empate 1:1 ante su similar de Paraguay, resultado que certifica su eliminación matemática de la Copa Mundial Brasil 2014 al finalizar en 6° lugar de la tabla clasificatoria.
Días después del empate ante Paraguay, el seleccionador nacional, César Farías anunciaba su renuncia poniendo fin a un ciclo iniciado en 2008, cuando sustituyó a Richard Páez. Dirigió 85 partidos, con récord de 29 victorias, 25 empates, 31 derrotas, 98 goles a favor y 119 goles en contra. En febrero de 2014, se anunció que Manuel Plasencia asumiría el cargo de la selección hasta que se realizara la designación oficial del director técnico.

#### Copa América 2015
Tras varios amistosos, y con Noel Sanvicente como seleccionador nacional, Venezuela estuvo en el grupo C ; teniendo su primer partido ante Colombia ganando 1:0. Después en su segundo partido, que sería contra Perú, perdieron 1:0. Venezuela se despediría del torneo en su tercer partido contra Brasil en el cual perdieron 2:1, logrando el último puesto del grupo con 3 puntos.

#### Eliminatorias 2018, 2022 y Copa América Centenario, 2019 y 2021
Después de la participación en la Copa América 2015 en Chile, la selección afrontó sus primeros partidos de eliminatoria en octubre de 2015 con Noel Sanvicente. En Ciudad Guayana recibieron la visita de Paraguay donde cayó en casa 0:1. En la segunda fecha visitó a Brasil en Fortaleza donde cayeron por 3:1. Seguidamente en noviembre Venezuela viajó a la altura de La Paz para enfrentarse a Bolivia donde volvieron a caer por 4:2, y en el último partido del año, en la cuarta fecha, Venezuela recibió en Ciudad Guayana a Ecuador donde volvió a cosechar otra derrota, esta vez por 1:3, finalizando el año en la última posición de la eliminatoria sin ningún punto, siendo el peor arranque en la historia de la selección en eliminatorias mundialistas. Posteriormente en marzo de 2016 se reanudaron las eliminatorias, donde en la quinta fecha la selección visitó a Perú en Lima, donde consiguió su primer punto al empatar 2:2. En la sexta fecha, Venezuela cambio de escenario y recibió en la ciudad de Barinas a Chile donde cayó derrotada 1:4.

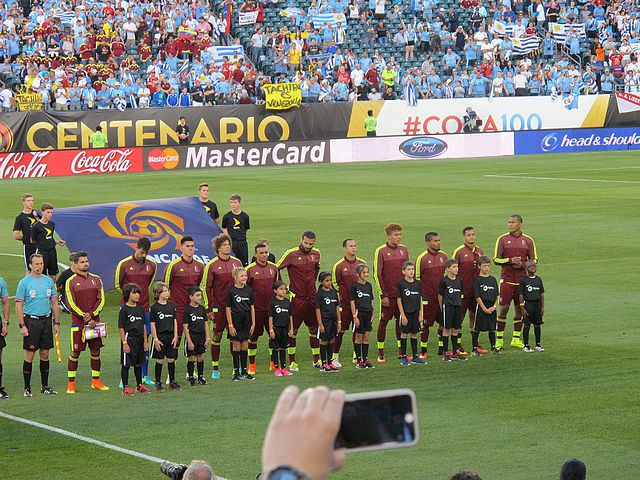
La selección de Venezuela se alinea previo a su enfrentamiento por la Copa América Centenario ante su similar de.

Con Rafael Dudamel como nuevo director técnico, en la fase de grupos de la Copa América Centenario, Venezuela se enfrentó a Jamaica en el partido inaugural, donde ganó 0:1. En su segundo encuentro, triunfó sobre Uruguay 0:1. En su tercer y última presentación de la fase de grupos, igualó 1:1 con México, con lo que clasificó de segunda en su grupo. En los cuartos de final, sería derrotada 4:1 por Argentina, quedando en el puesto 6 en el torneo. Luego de la Copa América Centenario, en la séptima fecha Venezuela visitó a Colombia en Barranquilla donde cayeron por 2:0, mientras que en la octava fecha recibieron en Mérida la visita de Argentina donde consiguieron su segundo punto al igualar 2:2 con goles de Josef Martínez y de Juanpi. En octubre se jugaron las fechas 9 y 10 de las eliminatorias, donde en la novena fecha Venezuela visitó en Montevideo a Uruguay, donde fueron derrotados por 3:0, cerrando así la primera ronda de las eliminatorias.
En la décima fecha, comenzando la segunda ronda, Venezuela recibió en Mérida a Brasil, cayendo nuevamente por 0:2, certificando su eliminación. En noviembre se jugaron las dos últimas fechas del año, donde en la fecha 11, Venezuela recibió en la ciudad de Maturín a Bolivia donde lograron conseguir su primer triunfo en las eliminatorias al vencer por 5:0 con una tripleta de Josef Martínez, anotando también Romulo Otero y Jacobo Koufatty, para llegar así a 5 puntos. Igualmente Martínez se convirtió en el primer jugador que marca tres veces en un partido premundialista con la selección. En la fecha 12, se jugó el último partido del 2016, donde Venezuela visitó a Ecuador en Quito, perdiendo por 3:0. En marzo de 2017 se reanudaron nuevamente las eliminatorias con las fechas 13 y 14, entrando en la recta final donde en la décimo tercera fecha La Vinotinto recibió en Maturín a Perú donde empataron 2:2. En la décimo cuarta fecha Venezuela visitó a Chile en Santiago donde cayeron por 3:1.
El 31 de agosto, por la décimo quinta fecha, La Vinotinto recibió en San Cristóbal a Colombia donde empataron sin goles. En la fecha siguiente, en Buenos Aires, consigue nuevamente un empate (1:1) ante Argentina, consiguiendo por primera vez en la historia evitar una derrota ante La Albiceleste en un ciclo mundialista. En octubre se jugaron las fechas 17 y 18, en donde primero empataron sin goles contra Uruguay en San Cristóbal, y después en la última fecha visitaron a Paraguay en Asunción, donde los Venezolanos terminarían las eliminatorias con honor al vencer a los paraguayos 0-1 con gol de Yangel Herrera certificando también la eliminación de Paraguay y la clasificación automáticamente de Argentina, Colombia y Perú finalizando así su participación en las eliminatorias en el 10° lugar con 12 puntos.
Ya en la Copa America 2019, Venezuela fue emparejada con Peru, Bolivia y Brasil. Empato ante los peruanos y brasileños sin goles y le gano a Bolivia por 3 a 1 logrando pasar a cuartos del final, teniendo su mejor posicion en su historia en el Ranking FIFA. Ya en los cuartos del final, perdio ante Argentina 2-0 quedando otra vez fuera de una nueva copa.
En las eliminatorias a Qatar 2022, en 2020, Venezuela perdio ante Colombia por 3-0, despues ante Paraguay por 1-0, de nuevo cayo ante Brasil por la minima, mas tarde sumo sus primeros puntos ante Chile por 2-1.
Iniciando el año 2021, Venezuela perdio ante Bolivia por 3-1 y despues obtuvo un importante empate ante Uruguay sin goles.
Ya en la Copa America 2021 celebrada de nuevo en Brasil, asi como la anterior del 2019. Venezuela fue emparejada con Peru, Brasil, Ecuador y Colombia.
En el primer partido ante los brasileños fue goleada 3-0, despues empato ante Colombia 0-0 y de nuevo empato ante Ecuador 2-2. Para finalizar, perdio ante Peru por 1-0, quedando eliminado en fase de grupos, no pudiendo repetir su actuación del 2019.
Despues de la Copa America, Venezuela se concentro en sus partidos al mundial 2022. En la fecha triple de septiembre perdio ante Argentina 3-1, despues cayo ante Peru por 1-0 en Lima, y de nuevo perdio ante Paraguay por 2-1, hundiendose en el fondo de la tabla.
Ya en octubre, los venezolanos cayeron nuevamente ante Brasil por 3-1, despues gano increiblemente ante Ecuador por 2-1 y para finalizar cayeron goleador ante Chile por 3-0.
En noviembre, perdio ante la Tri por la minima, complicando su clasificacion demasiado donde tenia que ganarle obligado a Peru. Finalmente pierde ante los peruanos por 2-1 fallando Machis un penal. Con este resultado final, Venezuela queda practicamente eliminado del mundial a 10 puntos del repechaje donde las esperanzas ya se acabaron para el conjunto venezolano.